# Apatiti

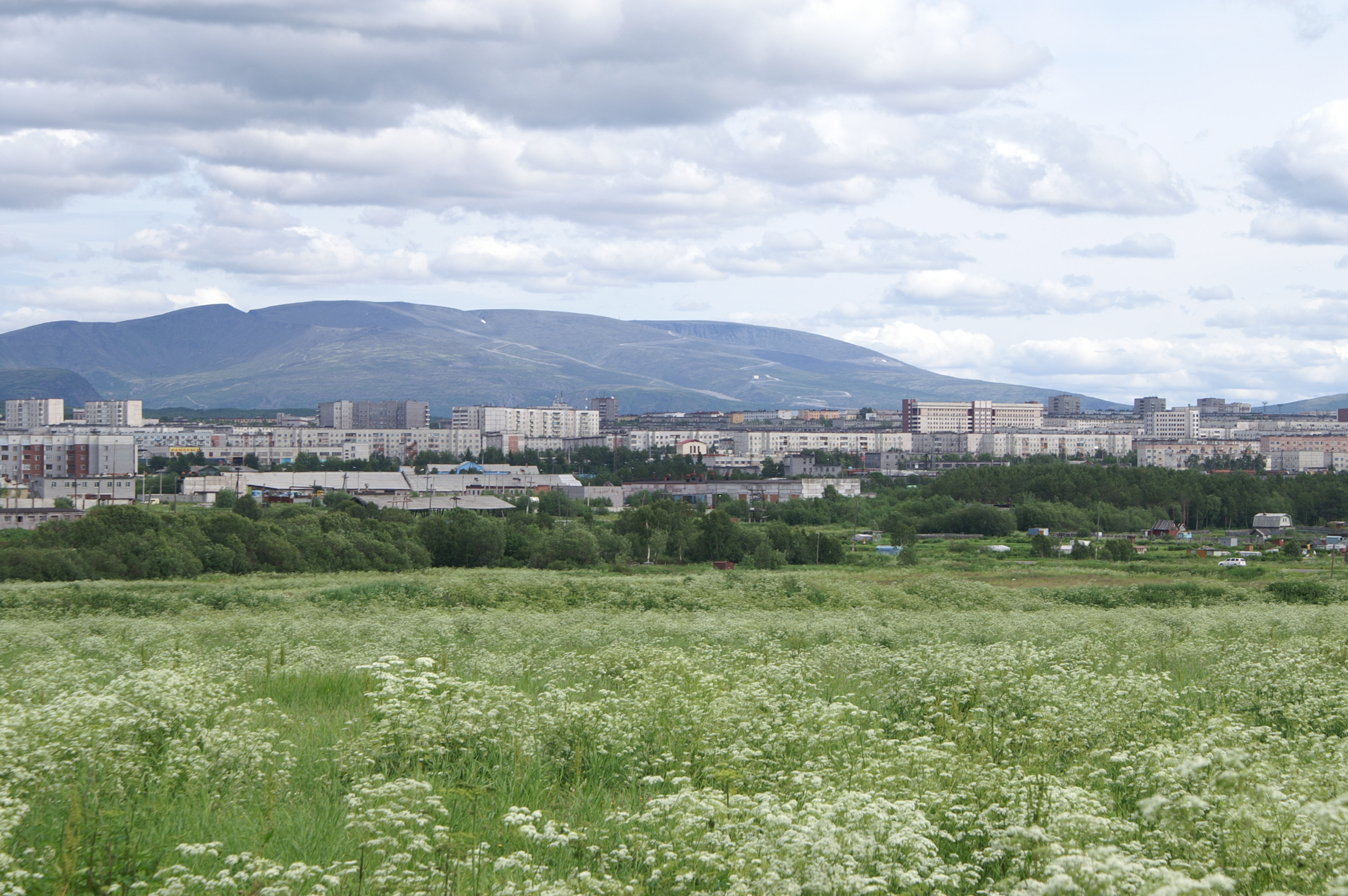
Apatiti i les muntanyes Khibini

Apatiti (en rus Апатиты), literalment significa apatites, és una ciutat de Rússia a l'óblast de Múrmansk situada a la península de Kola entre el llac Imandra i el massís Khibiny.
Només 16 quilòmetres separen la ciutat d'Apatity de la ciutat veïna de Kirovsk.
L'assentament d'Apatiti es va fundar el 1935. Va rebre aquest nom per l'abundància de mineral d'apatita que és ric en fòsfor utilitzat en fertilitzants. Es troba en la línia de ferrocarril de Murmansk a 185 km al sud d'aquesta ciutat.
Els majors llocs de treball els proporciona l'empresa minera "Apatit", que és la més gran d'Europa. També dona llocs de treball 
l'Acadèmia de Ciències Russa i diverses empreses privades.